# Vinhós (Peso da Régua)
Vinhós ist ein Ort und eine ehemalige Gemeinde (Freguesia) im portugiesischen Kreis Peso da Régua. Die Gemeinde hatte 500 Einwohner (Stand 30. Juni 2011).
Am 29. September 2013 wurden die Gemeinden Vinhós und Moura Morta zur neuen Gemeinde União das Freguesias de Moura Morta e Vinhós zusammengeschlossen.